# Antigues Escoles Públiques (Palafrugell)
Les Antigues Escoles Públiques és una obra modernista de Palafrugell (Baix Empordà) inclosa a l'Inventari del Patrimoni Arquitectònic de Catalunya.

## Descripció
L'edifici de les antigues escoles públiques està situat al carrer Torres Jonama.
L'edifici és de planta rectangular i coberta de teula a dues vessants; consta de planta i un pis, i es troba dividit verticalment en tres parts, la central lleugerament més avançada. A cada pis hi ha cinc obertures rectangulars; totes són finestres, llevat de la porta d'accés, centrada a la planta baixa.
Allò que caracteritza aquest edifici és la utilització decorativa del maó vist.

## Història
Les antigues Escoles Públiques de Palafrugell van ser bastides a inicis dels segle xx. Probablement el projecte fou realitzat per Isidre Bosch i Bataller, arquitecte municipal de Palafrugell. L'edifici va mantenir la seva funció de col·legi públic fins a la construcció de les noves escoles l'any 1925.